# اودا نوبوتوکی
اودا نوبوتوکی (به ژاپنی: 織田 信時 Oda Nobutoki); –( ۱ ژوئن ۱۵۵۶) یک سامورایی اهل ژاپن و برادر کوچکتر اودا نوبوناگا بود.

## خانواده
- پدر: اودا نوبوهیده (۱۵۱۰–۱۵۵۱)
- برادران
  - اودا نوبوهیرو (مرگ ۱۵۷۴)
  - اودا نوبوناگا (۱۵۸۲–۱۵۳۴)
  - اودا نوبویوکی (۱۵۵۷–۱۵۳۶)
  - اودا نوبوهارو (۱۵۷۰–۱۵۴۵)
  - اودا ناگاماسو (۱۶۲۲–۱۵۴۸)
  - اودا نوبوکانه (۱۵۴۸–۱۶۱۴)
  - اودا نوبواوکی
  - اودا هیده‌تاکا (مرگ ۱۵۵۵)
  - اودا هیده‌ناری
  - اودا نوبوترو
  - اودا ناگاتوشی
- خواهران:
  - اوایچی (۱۵۸۳–۱۵۴۷)، همسر اول آزای ناگاماسا، همسر دوم شیباتا کاتسوایه
  - اواینو (مرگ ۱۵۸۲)، همسراول ساجی نوبوکاتا، همسر دوم هوسوکاوا آکیموتو